# كليجة (قنبد قابوس)
كليجة (بالفارسية: کلیجه) هي قرية تقع في غلستان في إيران. يقدر عدد سكانها بـ 419 نسمة .